# هلدینگ آذر سون
هلدینگ آذر سون MMC (آذربایجانی: Azərsun Holdinq MMC) یک گروه آذربایجانی است که در بخش‌های تولید مواد غذایی، خرده فروشی و کشاورزی عمدتاً در آذربایجان بلکه در سایر کشورهای CIS و خاورمیانه فعالیت می‌کند. آذرسون بزرگترین تولیدکننده و صادر کننده مواد غذایی در آذربایجان است (با تولید ۲۸ مارک غذایی) و همچنین به تجارت کاغذ و بسته‌بندی مشغول است.

## تاریخ
مدت کوتاهی پس از فروپاشی اتحاد جماهیر شوروی، کشورهای سوسیالیستی سابق، از جمله آذربایجان، اقتصاد خود را به سمت ادغام در اقتصاد بازار آزاد سوق داده‌اند.فناوریهای منسوخ و واحدهای صنعتی متزلزل، که از سیستم اقتصاد متمرکز سوسیالیستی به ارث برده بودند، الزامات اقتصاد بازار آزاد را برآورده نمی‌کردند. بسیاری از آنها به دلیل تغییر شرایط بازار مجبور به تعطیلی شدند، در حالی که دیگران می‌توانستند تنها نیمی از ظرفیت تولید خود را حفظ کنند. روند گذار بیکاری شدید و شرایط رکود را در کشور به همراه داشت. تا سال ۱۹۹۳، آذربایجان عملاً هیچ شرکتی در صنعت تولید مواد غذایی نداشت. در همین زمان دولت سیاست جدیدی برای خصوصی‌سازی واحدهای صنعتی وضع کرد. هجوم سرمایه‌گذاری خارجی که در اقتصاد کشور ایجاد شد، در اوایل دهه ۹۰ افزایش ناگهانی داشت. عبدالباری گوزل تاجر ایرانی اتفاقاً از جمله تجار خارجی بود که به سرمایه‌گذاری در آذربایجان علاقه‌مند بودند. کمی بعد از اولین سفر خود به آذربایجان، او اولین شعبه محلی خود را در آذربایجان افتتاح کرد. در نتیجه فعالیت‌ها بعداً این دفتر به گروه پیشرو در شرکت‌های غذایی تبدیل شد. هلدینگ آذرسون اولین شرکت خصوصی خارجی در صنایع غذایی آذربایجان بوده‌است که چندین شرکت تحت کنترل خود را با پیشگامان مفهوم گروهی از شرکت‌ها در این کشور تشکیل داده‌است. هلدینگ اذرسون به کار تولید محصولات غذایی برای عراق، خاورمیانه و کشورهای CIS مشغول است. هلدینگ آذرسون و شرکتهای تابعه آن دارای گواهینامه‌های سازمان بین‌المللی استاندارد ISO 9000 هستند. در سال ۱۹۹۶، آنها شرکت تجاری خود را در دبی تأسیس کردند.

## شرکتهای تابعه
شرکت‌های تابعه هلدینگ آذر سون عبارتند از:
- Sun Tea Çay Fabriki - کارخانه چای خریداری شده در سال ۱۹۹۴
- Bakı Qida و Yağ Fabriki - کارخانه روغن خوراکی خریداری شده در سال ۱۹۹۵
- Zeytun emalı Fabriki - کارخانه کاغذ خریداری شده در سال ۱۹۹۷
- Azərbaycan Kağız Karton Istehsalat Kombinati - کارخانه تولید مقوا در سال ۱۹۹۷ خریداری شده‌است
- Qida Paketləmə Müəssisəsi - کارخانه فرآوری مواد غذایی خریداری شده در سال 1998[۷]
- زیتون آمالی فابریکی - کارخانه فرآوری زیتون خریداری شده در سال ۲۰۰۲
- Qafqaz Konserv Zavodu - کارخانه کنسرو مواد غذایی خریداری شده در سال ۲۰۰۳
- Qafqaz Metal Qablaşdırma Sənaye - کارخانه بسته‌بندی فلزی خریداری شده در سال ۲۰۰۵
- Zaqatala Fındıq Fabriki - کارخانه فندق خریداری شده در سال ۲۰۰۶
- Azərbaycan Şəkər ehstehsalat Birliyi - بزرگترین پالایشگاه قند آذربایجان در سال ۲۰۰۶ خریداری شد
- سرزمین سبز طبیعی - کارخانه روغن خوراکی که در سال ۲۰۰۶ تأسیس شد
- Qənd sstehsalı Fabriki - تولیدکننده قند در سال ۲۰۰۹ خریداری شد
- Azərbaycan Duz Istehsalat Birliyi - کارخانه نمک خریداری شده در سال ۲۰۱۰
- Qazax Konserv Zavodu - کارخانه کنسرو مواد غذایی خریداری شده در سال ۲۰۱۲
- Green Tech Istixana Kompleksi - شرکت محصولات سبزیجات خریداری شده در سال ۲۰۱۲
- Kürdəmir Süd Kompleksi - لبنیات خریداری شده در سال ۲۰۱۳
- Sumyagit Yag Fabriki - کارخانه روغن خوراکی خریداری شده در سال ۲۰۱۴
- ۲۶ درصد سود تولیدکننده دارویی Caspian Pharmed CJSC با شرکت دارویی تأمین ایران (۴۹٪) و شرکت سرمایه‌گذاری آذربایجان (25%)[۸]